# So Good (Rachel Stevens)
So Good è una canzone di Rachel Stevens, uscita come singolo nel Regno Unito il 4 luglio 2005, è stato il secondo singolo dal secondo album di Rachel Stevens Intitolato Come and Get It.

## Il Video
Nel video Musicale di Soo Good Rachel danza con un gruppo di quattro uomini di Fronte al continuo lampeggio di Luci Colorate. Nel video Rachel indossa dei guanti ricevuti in merito a Popjustice che sono stati oggetto di articoli in prima pagina e di varie discussioni nel web.

## Tracklist
CD Singolo 1
1. "So Good" (radio edit)
2. "Breathe In, Breathe Out" (Milky vocal mix)

CD Singolo 2
1. "So Good" (radio edit)
2. "So Good" (Aurora vocal mix)
3. "Never Go Back" (Hannah Robinson, Rachel Stevens, M Buttrich, J Pearson)
4. "So Good" (CD-ROM video)
5. "So Good" (karaoke video)
6. "So Good" (game)
7. "So Good" (ringtone)

Singolo Digitale
1. "So Good" (radio edit)
2. "So Good" (Aurora vocal mix)
3. "Never Go Back"

Promo Club
1. "So Good" (radio edit)
2. "So Good" (extended mix)
3. "So Good" (Saint 12" Klub mix)
4. "So Good" (Aurora vocal mix)
5. "So Good" (Aurora dub mix)
6. "So Good" (Saint 12" Dubbed Off mix)

## Classifiche
So Good Ha raggiunto la numero dieci nell'UK Single Chart, la stessa posizione del primo singolo, Negotiate with Love.
| Chart (2005)              | Posizione |
| ------------------------- | --------- |
| Eurochart Hot 100 Singles | 51        |
| Ireland Singles Top 50    | 27        |
| Official Singles Chart    | 10        |